# My Moment
"My Moment" é uma canção pela cantora americana Rebecca Black, lançada em 18 de julho de 2011 pela RB Records, Inc. Foi escrita por Brandon Hamilton e Quinton Tolbert, sendo produzida por Charlton Pettus. A letra da canção fala do sucesso repentino que Rebecca faz desde o início da sua carreira e de tudo negativo que aconteceu com a cantora desde então. A canção estará presente em seu primeiro extended play, que irá conter cinco faixas, ainda sem título divulgado. Os membros da crítica têm reprovado a canção, pelo uso de auto-tune nos vocais de Rebecca; apesar de elogiarem o jeito meigo da cantora e o fato da canção ser bem diferente de seu último lançamento, "Friday".

## Antecedentes e composição
O sucesso de Rebecca Black veio logo após o lançamento do vídeo musical da canção de estreia, "Friday" que continha uma produção de baixa qualidade, estimada a 4 mil dólares. O vídeo fez um sucesso negativo no site Youtube, foi um sucesso de críticas negativas, com o vídeo e a música, que era totalmente remixada no programa auto-tune. Sua letra fala sobre o sucesso repentino de Rebecca e tudo de ruim que aconteceu desde então, o que é demonstrado nos versos "Você disse que eu não seria nada / Mas estou quase te provando o contrário (..) Esperei tanto tempo / E agora é o meu momento (...) Não perca sua chance / Sua vida está nas suas mãos / Vá o mais longe que puder / Acredite em si mesmo / Esqueça-se dos outros".

## Vídeo musical

### Sinopse
Diferentemente de "Friday", o vídeo mostra Rebecca em um estúdio de gravação ao lado de pessoas tocando um instrumento musical (violão e piano). Podemos dizer que é seu "momento de fama" passando por Hollywood, dando autógrafos e sendo fotografada por vários paparazzis. Rebecca até arrisca em um ensaio da coreografia para a música com os finalistas do programa norte-americano So You Think You Can Dance em que o objetivo do mesmo é uma competição de dança; com Rebecca encontra-se dois finalistas da edição: Robert Roldan e Kent Boyd. No vídeo a cantora usa roupas bem modernas como um vestido vermelho usado quando ela se encontra dentro da limusine e, ao sair é surpreendida por vários fotógrafos em um 'theater' com uma placa escrito "My Moment, Rebecca Black".

## Faixas
A versão digital de "My Moment" foi lançada na iTunes Store, contém apenas uma faixa com duração de três minutos e vinte e cinco segundos.
| Download digital |             |                                   |         |  |
| N.º              | Título      | Compositor(es)                    | Duração |  |
| 1.               | "My Moment" | Brandon Hamilton, Quinton Tolbert | 3:25    |  |